# Alchemilla exsanguis
Alchemilla exsanguis é uma espécie de rosácea do gênero Alchemilla, pertencente à família Rosaceae.

## Leituras adicionais
- Alexander A. Notov, Tatyana V. Kusnetzova: Architectural units, axiality and their taxonomic implications in Alchemillinae. Wulfenia 11, 2004, S. 85-130. ISSN 1561-882X
- B. Gehrke, C. Bräuchler, K. Romoleroux, M. Lundberg, G. Heubl, T. Eriksson: Molecular phylogenetics of Alchemilla, Aphanes and Lachemilla (Rosaceae) inferred from plastid and nuclear intron and spacer DNA sequences, with comments on generic classification. Molecular Phylogenetics and Evolution, Band 47, 2008, S. 1030-1044 (ver[ligação inativa])
- M.A. Fischer, K. Oswald, W. Adler: Exkursionsflora für Österreich, Liechtenstein und Südtirol. Dritte Auflage, Land Oberösterreich, Biologiezentrum der OÖ Landesmuseen, Linz 2008, S. 489, ISBN 978-3-85474-187-9
- Sigurd Fröhner: Alchemilla. In: Hans. J. Conert u.a. (Hrsg.): Gustav Hegi. Illustrierte Flora von Mitteleuropa. Band 4 Teil 2B: Spermatophyta: Angiospermae: Dicotyledones 2 (3). Rosaceae 2. Blackwell 1995, S. 13-242. ISBN 3-8263-2533-8